# Takaya Osanai
Takaya Osanai (født 15. juni 1993) er en japansk fodboldspiller.
Han har spillet for flere forskellige klubber i sin karriere, herunder Consadole Sapporo, AC Nagano Parceiro og Fukushima United FC.